# Jean de Marville

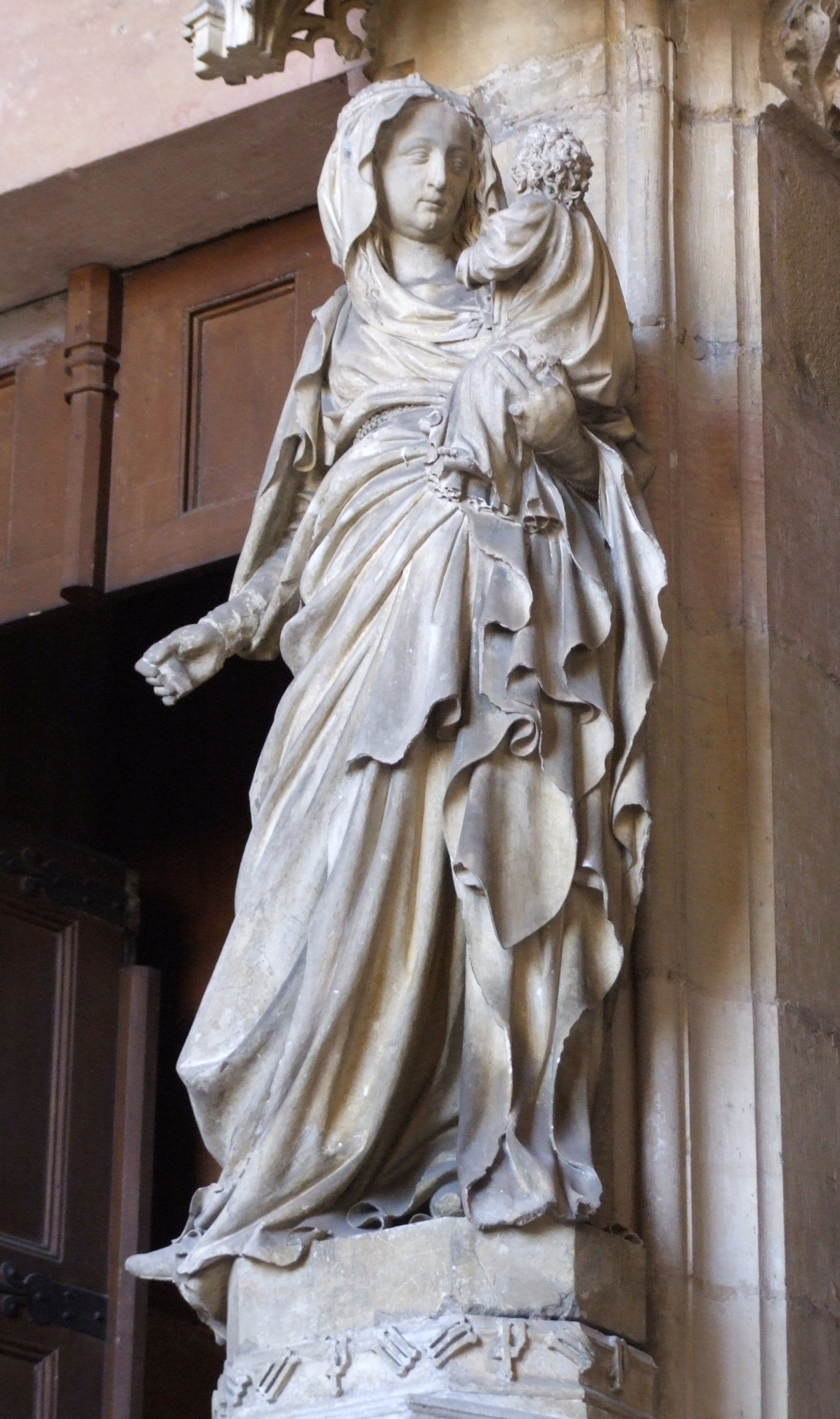

Jean de Marville, död 1389, var en fransk skulptör. Under en tid samarbetade han med Claus Sluter.